# Dejan Mišković
Dejan Mišković (cyr. Дејан Мишковић; ur. 3 lutego 1974 w Ingolstadt) – serbski koszykarz występujący na pozycji środkowego.

## Osiągnięcia
Drużynowe
- Uczestnik rozgrywek:
  - Pucharu Saporty (2000/01)
  - Pucharu Koracia (1996–1999)

Indywidualne
- Uczestnik meczu gwiazd Polska - Gwiazdy PLK (1999)[1]

Reprezentacja
- Brązowy medalista mistrzostw Europy U–22 (1996)
- Uczestnik:
  - mistrzostw Europy U–16 (1991 – 8. miejsce)
  - kwalifikacji do mistrzostw Europy U–22 (1996)